# Сура Аль-Калям
Сура Аль-Калям (араб. سورة القلم‎) або Очеретина для письма — шістдесят восьма сура Корану. Мекканська, містить 52 аяти.